# Moutiers (Meurthe-et-Moselle)
Moutiers é uma comuna francesa na região administrativa de Grande Leste, no departamento de Meurthe-et-Moselle. Estende-se por uma área de 6,82 km². Em 2010 a comuna tinha 1 588 habitantes (densidade: 232,8 hab./km²).